# Vanda
Vanda là một chi thực vật có hoa trong họ Lan.

## Phân loài
Dưới đây là một số loài và vùng phân bố đặc hữu
- Vanda aliceae Motes, L.M.Gardiner & D.L.Roberts
- Vanda alpina (Lindl.) Lindl. (Himalaya đến Vân Nam)
- Vanda × amoena O'Brien
- Vanda ampullacea (Roxb.) L.M.Gardiner
- Vanda arcuata J.J.Sm. (Indonesia - Sulawesi)
- Vanda aurantiaca (Schltr.) L.M.Gardiner
  - Vanda aurantiaca subsp. aurantiaca
  - Vanda aurantiaca subsp. philippinensis
- Vanda aurea (J.J.Sm.) L.M.Gardiner
- Vanda barnesii W.E.Higgins & Motes (Bắc Luzon)
- Vanda bartholomewii Motes
- Vanda bensonii Bateman (Assam đến Thái Lan)
- Vanda bicolor Griff. (Bhutan)
- Vanda × boumaniae J.J.Sm.
- Vanda brunnea Rchb.f. (Vân Nam và Bán đảo Đông Dương)
- Vanda celebica Rolfe (Indonesia – Sulawesi)
- Vanda × charlesworthii Rolfe
- Vanda chirayupiniae Wannakr.
- Vanda chlorosantha (Garay) Christenson (Bhutan)
- Vanda coelestis (Rchb.f.) Motes
- Vanda coerulea Griff. ex Lindl. "Blue Orchid" (Assam đến Nam Vân Nam)
- Vanda coerulescens Griff. (Arunachal Pradesh đến Nam Vân Nam)
- Vanda cootesii Motes
- Vanda crassiloba Teijsm. & Binn. ex J.J.Sm.
- Vanda cristata Wall. ex Lindl. (Himalaya đến vùng Tây bắc Vân Nam)
- Vanda curvifolia (Lindl.) L.M.Gardiner
- Vanda dearei Rchb.f. (Borneo)
- Vanda denisoniana Benson & Rchb.f. (Vân Nam và Bán đảo Đông Dương)

- Vanda devoogtii J.J.Sm. (Sulawesi)
- Vanda emilyae Motes
- Vanda esquirolii Schltr.
- Vanda falcata (Thunb.) Beer (Nhật Bản, Trung Quốc, Hàn Quốc)
- Vanda × feliciae Cootes
- Vanda flabellata (Rolfe ex Downie) Christenson, 1985
- Vanda flavobrunnea Rchb.f.
- Vanda floresensis Motes
- Vanda foetida J.J.Sm. (Phía nam Sumatra)
- Vanda frankieana Metusala & P.O'Byrne
- Vanda funingensis L.H.Zou & Z.J.Liu
- Vanda furva (L.) Lindl. (Java, Maluku)
- Vanda garayi (Christenson) L.M.Gardiner
- Vanda gardinerae Motes
- Vanda gibbsiae Rolfe
- Vanda gracilis Aver.
- Vanda griffithii Lindl. (Phía đông Himalaya)
- Vanda hastifera Rchb.f. (Borneo)
- Vanda helvola Blume (Phía tây Malaysia đến Philippines)
- Vanda hennisiana Ormerod & Kurzweil
- Vanda hindsii Lindl. (Papuasia đến vùng Bắc Queensland)
- Vanda insignis Blume ex Lindl. (Lesser Sunda)
- Vanda insularum (Christenson) L.M.Gardiner
- Vanda jainii A.S.Chauhan (Assam)
- Vanda javierae D.Tiu ex Fessel & Lückel (Luzon)
- Vanda jennae  P.O'Byrne & J.J.Verm., 2005
- Vanda karinae Motes
- Vanda lamellata Lindl. (Đài Loan, Philippines, Sabah)
  - Vanda lamellata var. boxallii
  - Vanda lamellata var. lamellata
  - Vanda lamellata var. remediosae
- Vanda × leucostele Schltr.
- Vanda lilacina Teijsm. & Binn. (Vân Nam và Bán đảo Đông Dương)
- Vanda limbata Blume (Java, đảo Sunda Nhỏ, Mindanao)
- Vanda lindenii Rchb.f.
- Vanda liouvillei Finet (Assam đến Bán đảo Đông Dương)
- Vanda × loii Motes
- Vanda lombokensis J.J.Sm. (Quần đảo Sunda Nhỏ)
- Vanda longitepala D.L.Roberts, L.M.Gardiner & Motes
- Vanda luzonica Loher ex Rolfe (Luzon)
- Vanda malipoensis L.H.Zou, Jiu X.Huang & Z.J.Liu
- Vanda mariae Motes
- Vanda merrillii Ames & Quisumb. (Philippines)
- Vanda metusalae P.O'Byrne & J.J.Verm. (2008)
- Vanda mindanoensis Motes, L.M.Gardiner & D.L.Roberts
- Vanda miniata (Lindl.) L.M.Gardiner
- Vanda motesiana Choltco
- Vanda nana L.M.Gardiner
- Vanda parviflora Lindl.
- Vanda perplexa Motes & D.L.Roberts
- Vanda punctata Ridl. (Malaysia)
- Vanda roeblingiana Rolfe (Luzon)
- Vanda rubra (Lindl.) L.M.Gardiner
- Vanda sanderiana (Rchb.f.) Rchb.f.
- Vanda sathishii Motes
- Vanda saxatilis J.J.Sm.
- Vanda scandens Holttum (Borneo, Mindanao)
- Vanda suavis Lindl.
- Vanda sumatrana Schltr. (Sumatra)
- Vanda tessellata (Roxb.) Hook. ex G.Don (Tiểu lục địa Ấn Độ đến Bán đảo Đông Dương)
- Vanda testacea (Lindl.) Rchb.f. (Tiểu lục địa Ấn Độ đến vùng trung tâm Nam Trung Quốc).
- Vanda thwaitesii Hook.f. (Phía nam Ấn Độ, Sri Lanka)
- Vanda tricolor Lindl. (Lào, Java, Bali)
  - Vanda tricolor var. suavis
  - Vanda tricolor var. tricolor
- Vanda ustii Golamco, Claustro & de Mesa (Luzon)
- Vanda vietnamica (Haager) L.M.Gardiner
- Vanda vipanii Rchb.f. (Myanmar)
- Vanda wightii Rchb.f. (phía nam Ấn Độ)

### Loài đặc hữu tại Việt Nam
- Vanda bidupensis Aver. & Christenson
- Vanda concolor Blume (Phía nam Trung Quốc và Việt Nam)
- Vanda christensoniana (Haager) L.M.Gardiner
- Vanda dives (Rchb.f.) L.M.Gardiner (Lào và Việt Nam)
- Vanda fuscoviridis Lindl. (Phía nam Trung Quốc và Việt Nam)
- Vanda hienii (Aver. & V.C.Nguyen) R.Rice

## Hình ảnh

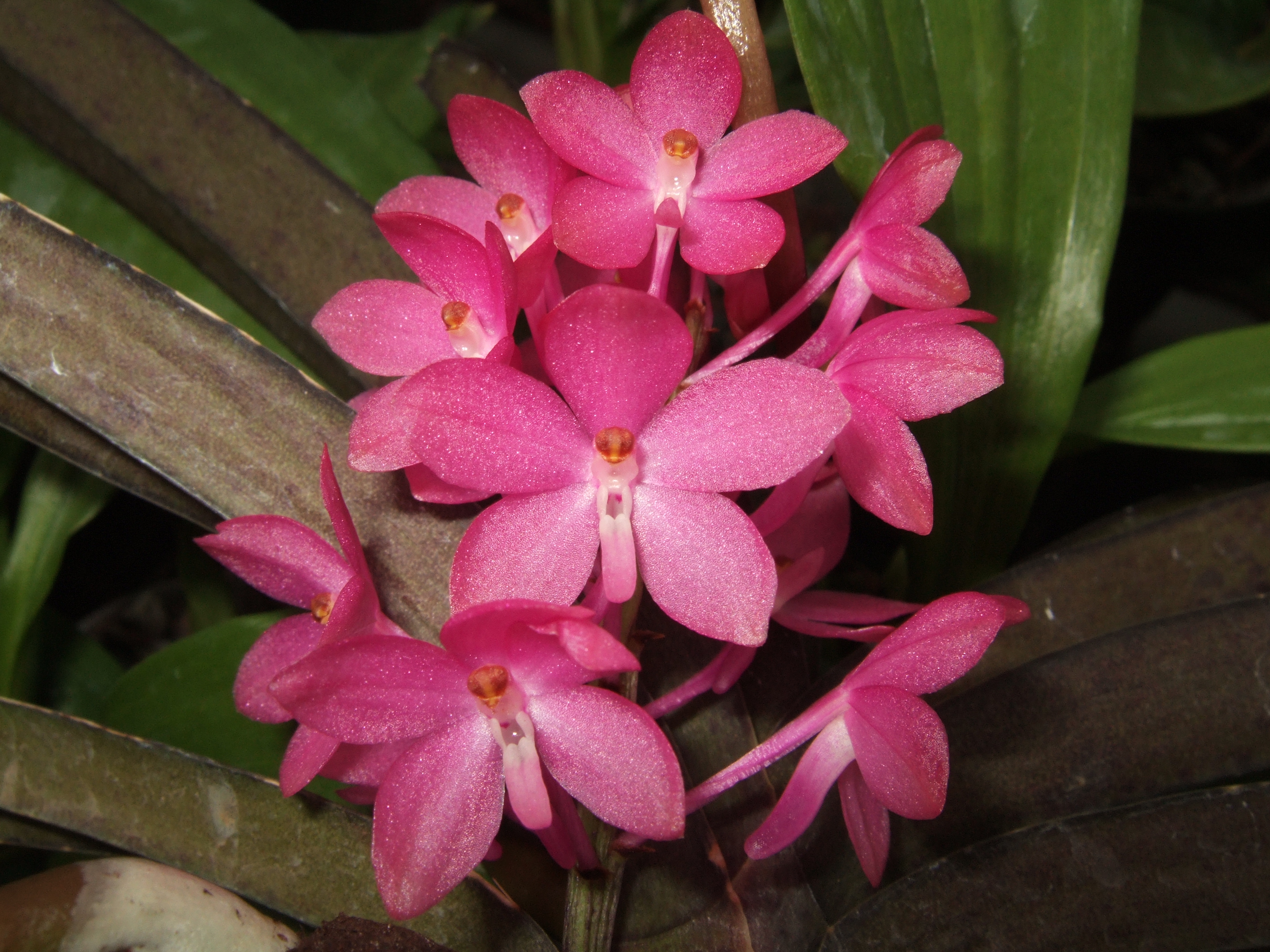
Vanda ampullacea
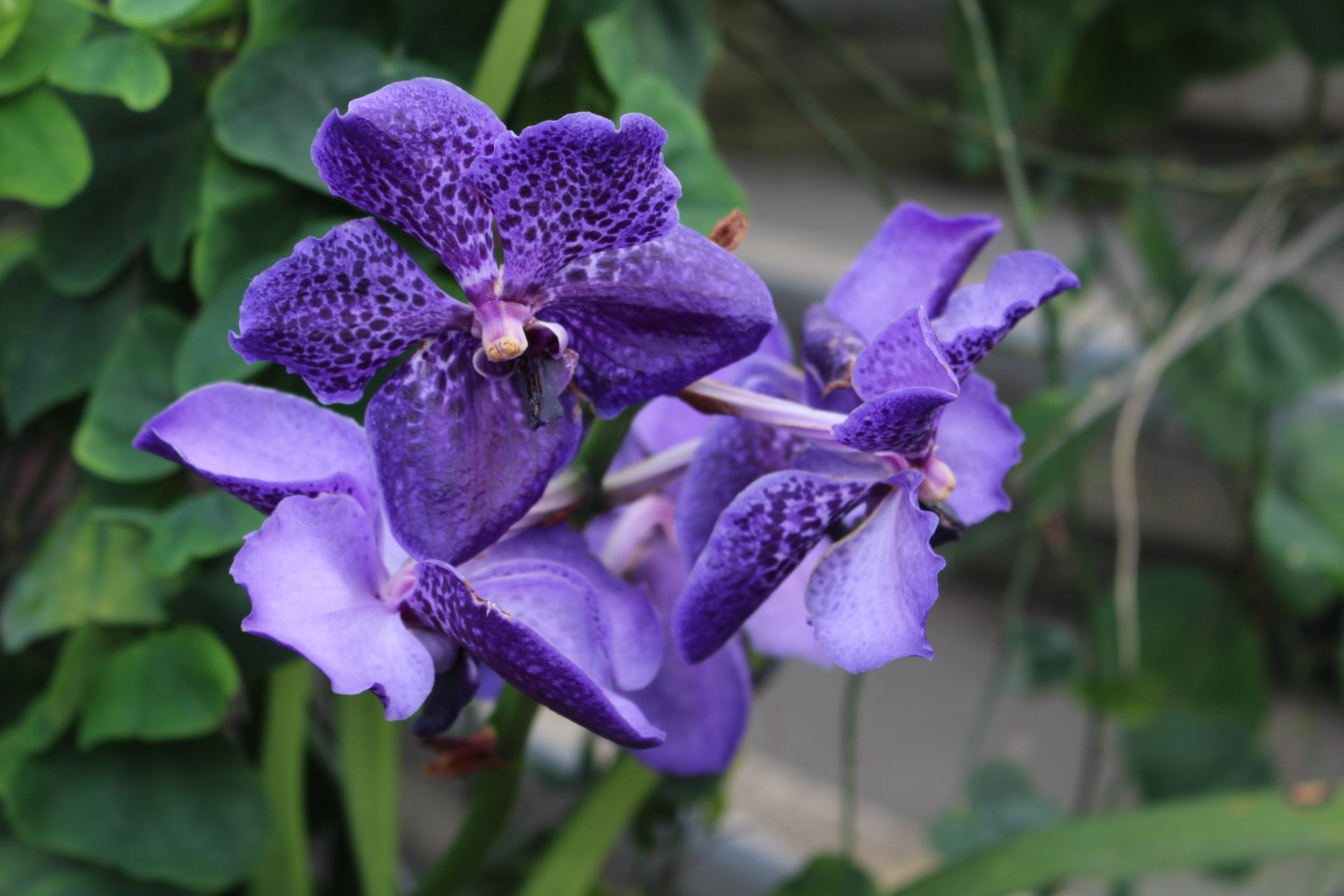
Vanda Robert's Delight
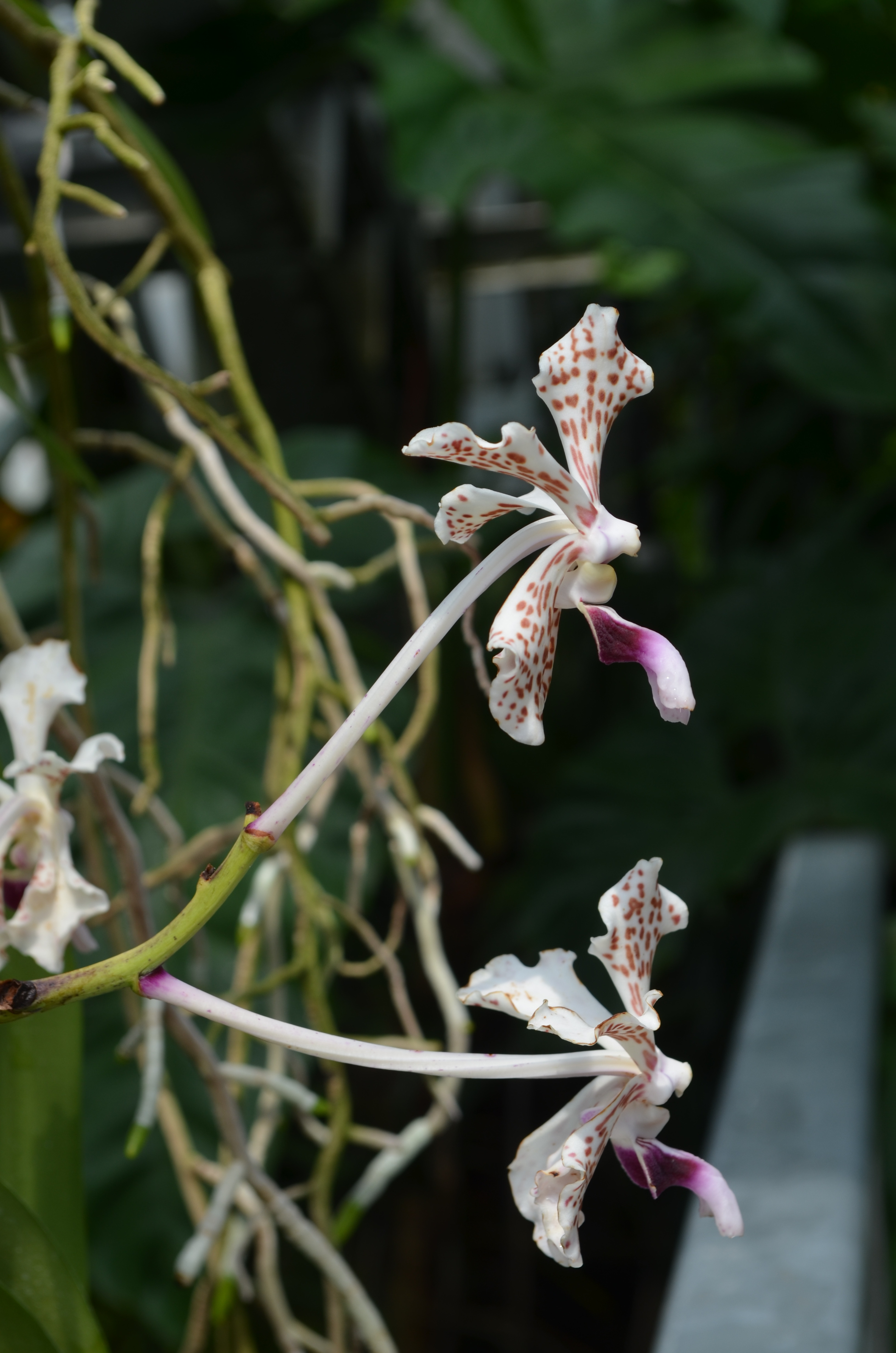
Vanda tricolor
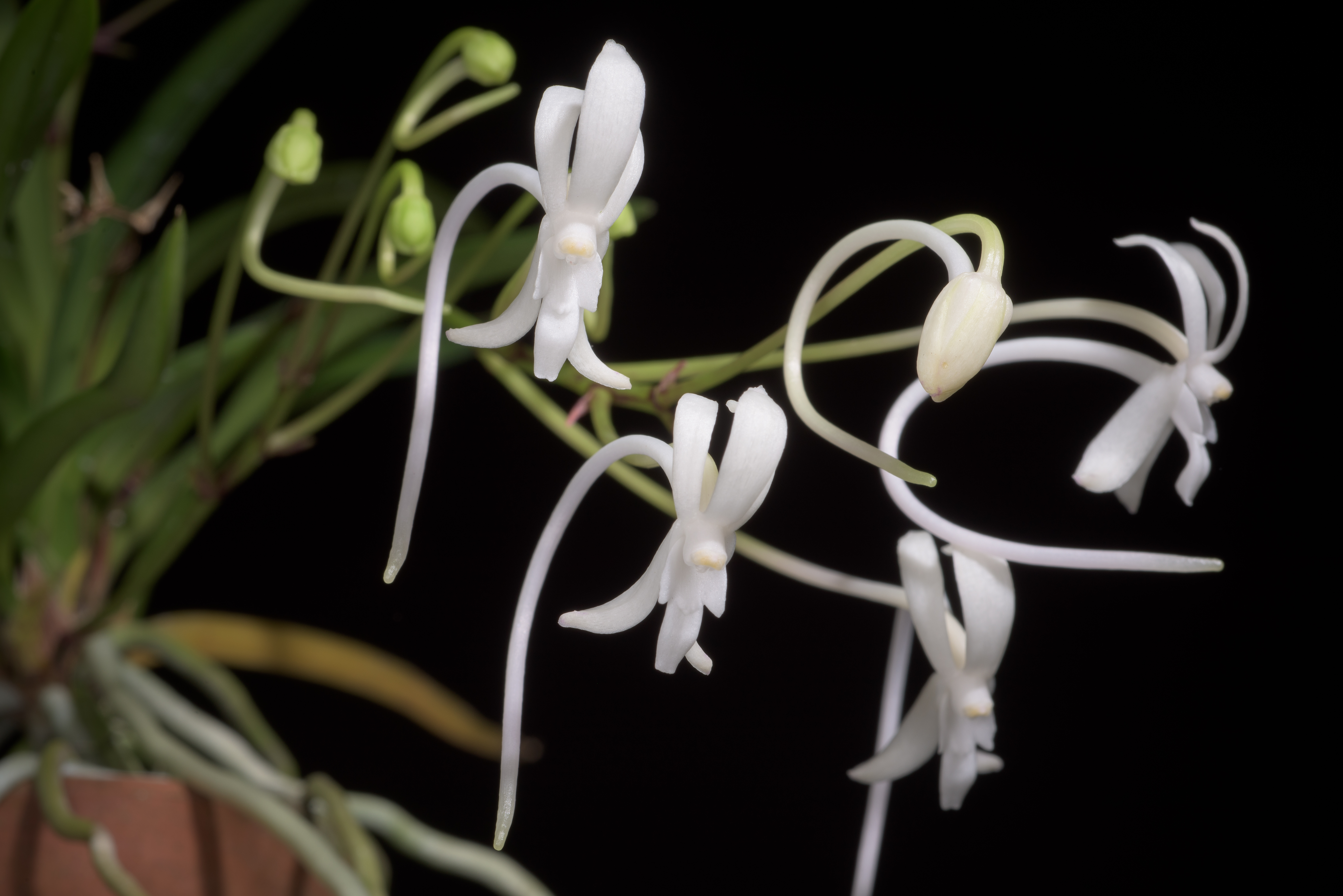
Vanda falcata
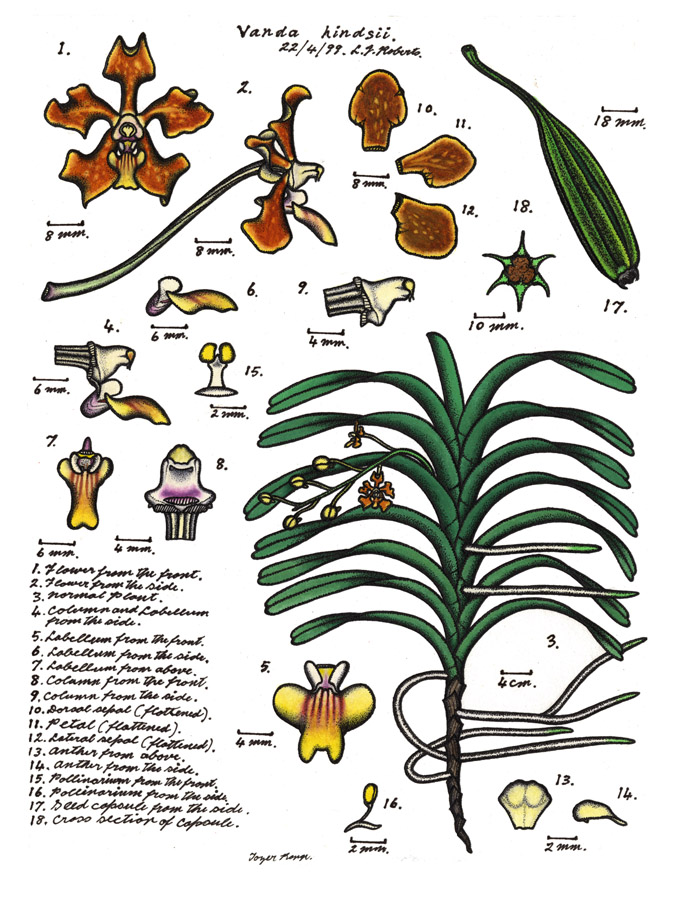
Vanda hindsii
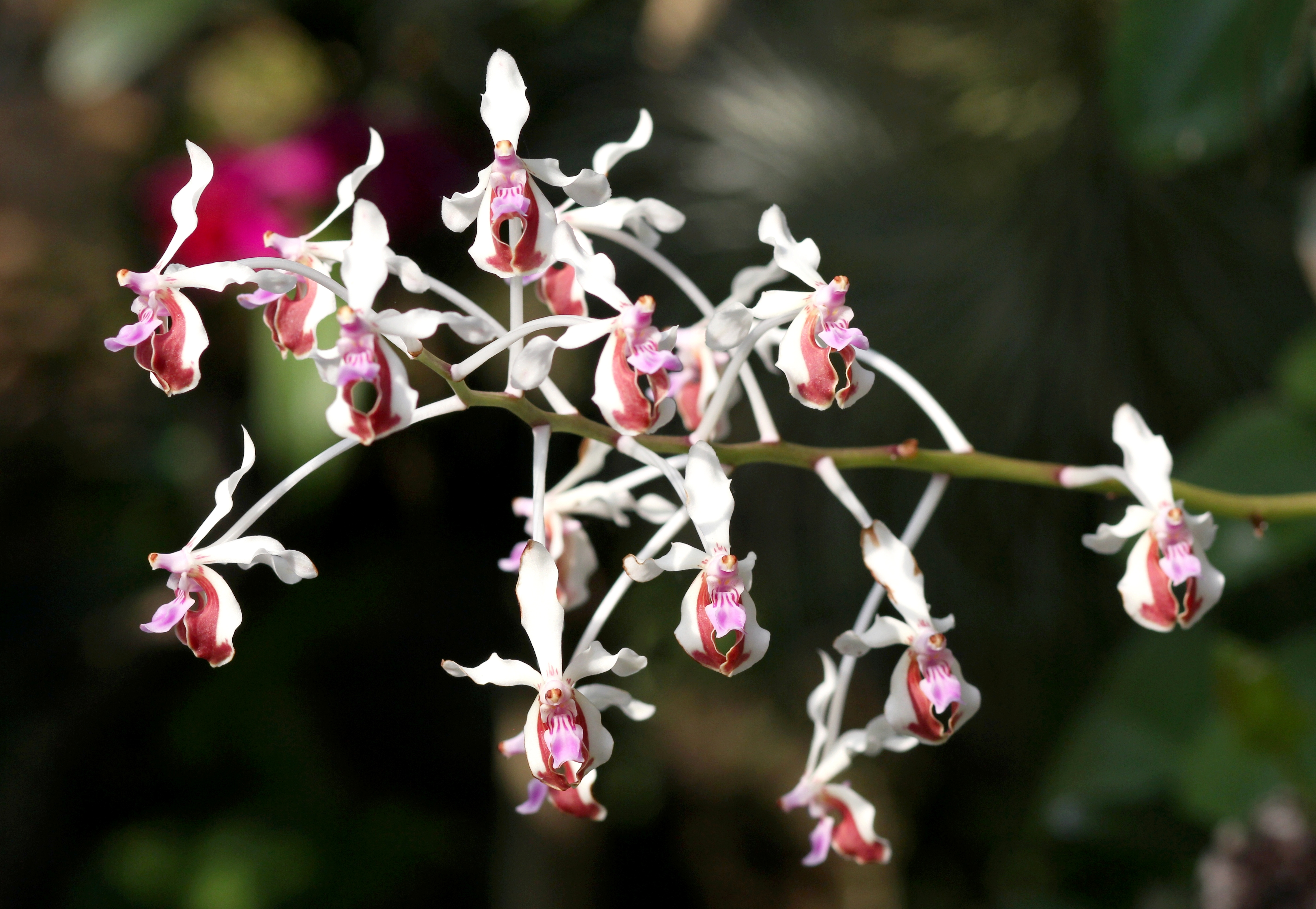
Vanda lamellata
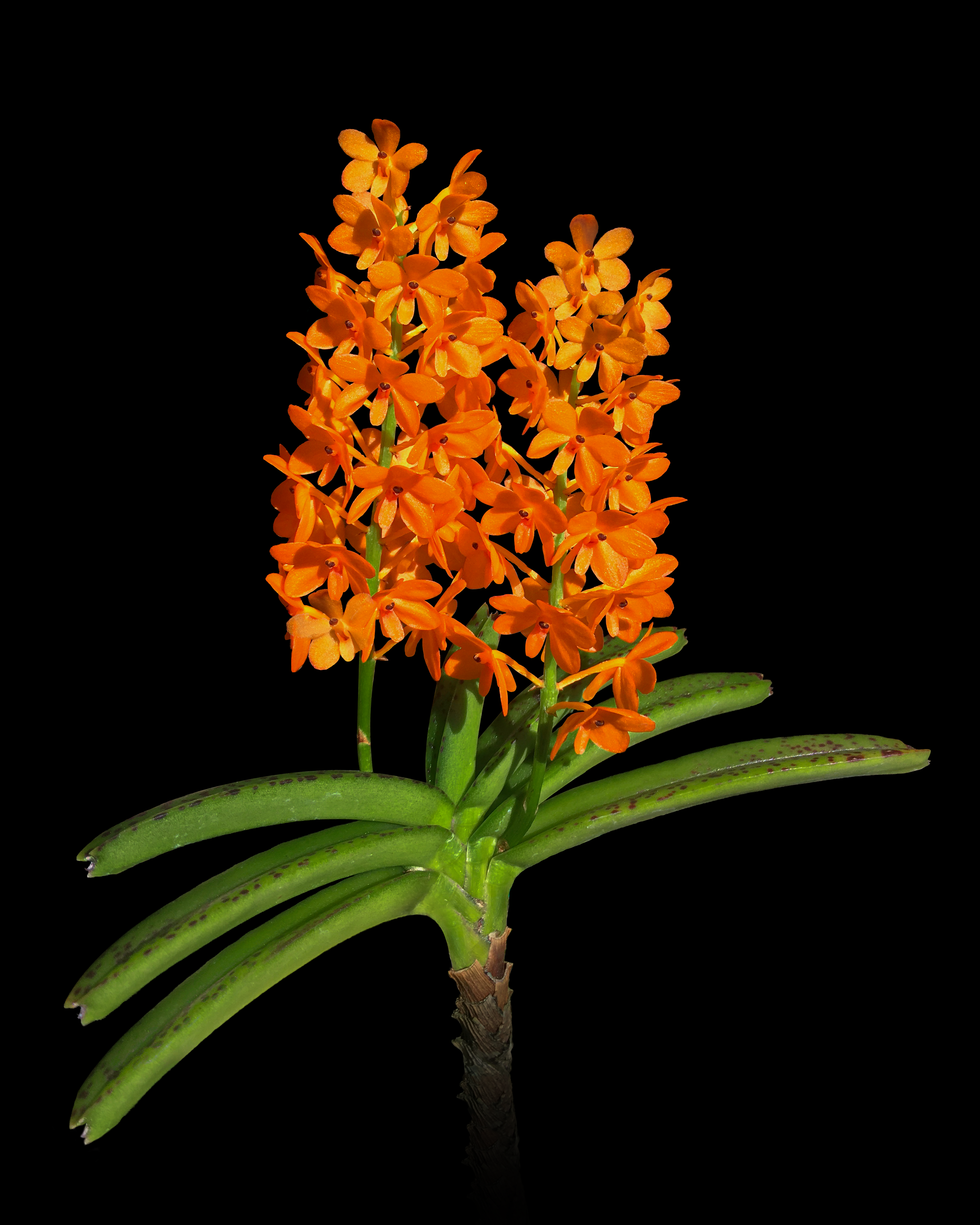
Vanda garayi
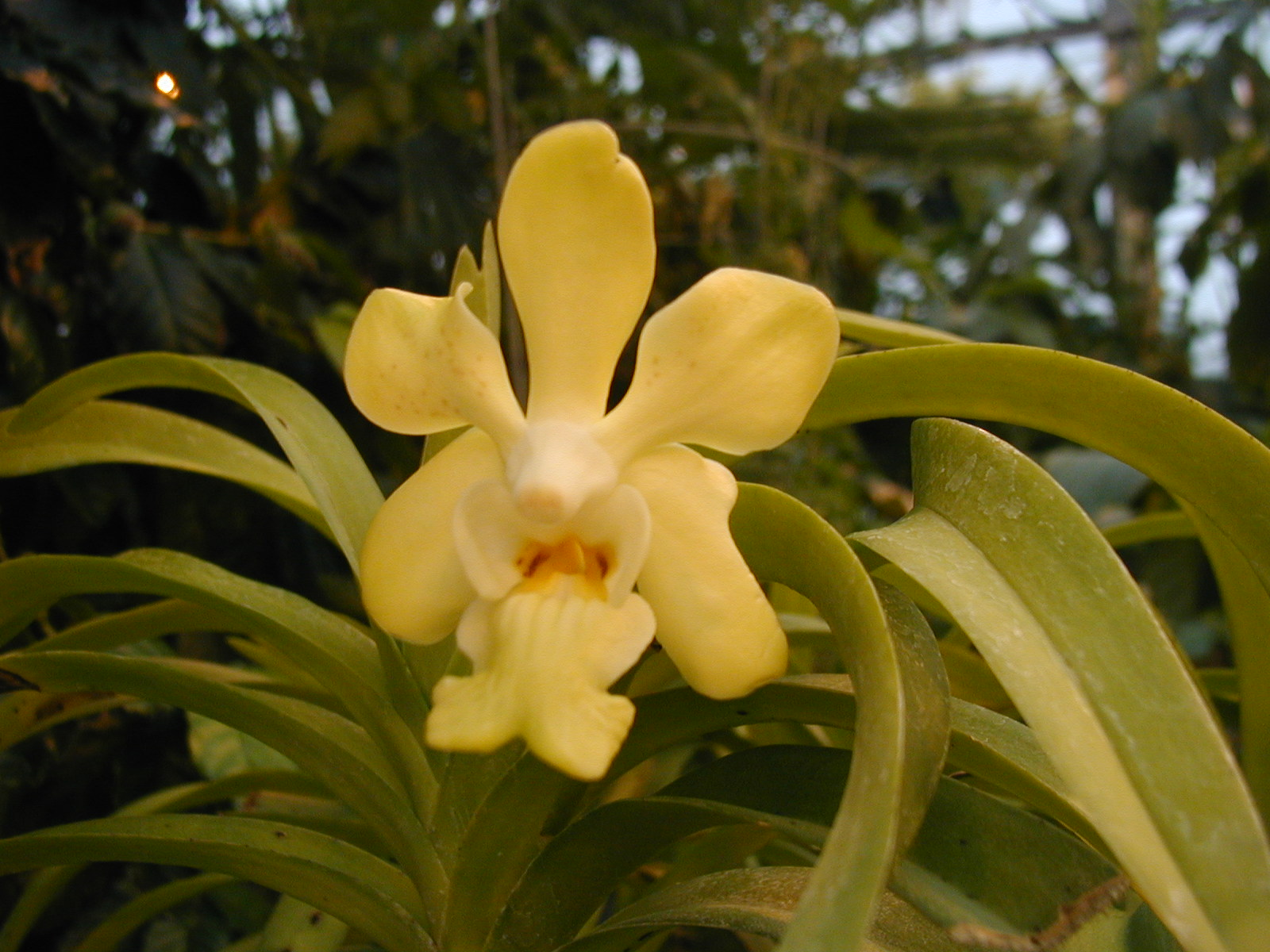
Vanda denisoniana